# Pouteria sessilis
Pouteria sessilis  es una especie de plantas en la familia Sapotaceae.
Es endémica de Perú. Se la conoce sólo de la localidad tipo en el Arboretum Jenaro Herrera, provincia de Requena, departamento de Loreto.

## Taxonomía
Pouteria sessilis fue descrita por Terence Dale Pennington y publicado en Flora Neotropica, Monograph 52: 327, f. 69C–D. 1990.